# Gradske zidine u Omišu
Gradske zidine u Omišu, bivši fortifikacijski objekt. Nakon što je Ladislav Napuljski 1409. godine Mletačkoj Republici prodao Dalmaciju, 1444. godine i Omiš je priznao vlast te države, u čijem je sastavu ostao do 1797. godine. U doba mletačke uprave Omiš je, zbog zaštićena položaja, bio vojničko i pomorsko naselje koje se razvijalo unutar zidina. Grad je bio zaštićen zidinama s tri strane, a sjevernu mu je stranu štitila gora Omiška Dinara. Takvo se stanje održalo sve do 19. stoljeća, a potom su zidine najvećim dijelom porušene (ostatci gradskih zidina i danas su vidljivi na pojedinim mjestima). 